# I. O. U. (Lied)
I. O. U. ist ein Lied aus dem Jahr 1983, das von Arthur Baker geschrieben und produziert und von der britischen Gruppe Freeez interpretiert wurde. Gemixt wurde es mit der Unterstützung von Jellybean. Das Lied war der einzige große Hit der Gruppe, die deswegen als One-Hit-Wonder gilt. Es erschien auf dem Album Gonna Get You.

## Hintergrund
Nachdem Baker für Afrika Bambaataa das Electro-Funk-Album Planet Rock produziert hatte, verließ er Tommy Boy Entertainment, um mit Maurice Starr 1982 das eigene Label Streetwise Records zu gründen. Im Zuge der Arbeiten am Soundtrack zum Film Beat Street komponierte er I. O. U. im Taxi auf der Fahrt zu Aufnahmesessions mit Freeez.
Das Lied wurde 1982 in den New Yorker Unique Studios aufgenommen.
Der Rhythmus entstand am Roland TR-808 und zahlreiche am Fairlight CMI programmierte Spuren gaben dem Song die Melodie. Die Single und das gleichnamige Album wurden nicht unter dem Label Beggars Banquet, bei dem Freeez unter Vertrag standen, sondern bei Streetwise veröffentlicht. Die Zusammenarbeit mit Freeez als erster britischer Band machte andere Formationen aus dem Vereinigten Königreich, wie New Order oder die Pet Shop Boys, auf Baker aufmerksam, für die er neben amerikanischen Bands wie New Edition in der Folge remixte oder produzierte.

## Inhalt des Liedes
IOU ist die Abkürzung „I owe you“ („Ich schulde dir“), die auch auf Schuldscheinen verwendet wird. Der die Frau liebende Mann fühlt sich der Frau verpflichtet und beschwört sie, zu ihm zu stehen und ihn zu lieben. Er bekennt ihr seine Liebe und möchte, dass sie ihn wieder liebt. Er hat Zweifel an ihrer Liebe, wenn sie mit anderen Menschen zusammen sind und möchte, dass sie sich zu ihm bekennt und offen mit ihm über ihre Liebe spricht. Der im Lied vorkommende Refrain a, e, i, o, u steht für die fünf Vokale in der englischen Sprache.

## Musikstil
Stilistisch kann das Lied dem Electroboogie zugeordnet werden. Es hat ein Tempo von 119 bpm. Die schwebend ansteigenden Synthesizerklänge zu Beginn des Liedes werden von Michael Long in seinem Buch Beautiful Monsters: Imagining the Classic in Musical Media als Beispiel für ansteigende Tonsequenzen in der Popmusik genannt.

## Musikvideo
Das Musikvideo von 1983 zeigt den Bassisten der Band, Peter Maas, und deren Sänger, John Rocca, spielend und singend. Dazwischen werden kurze Szenen von Jugendlichen auf BMX-Rädern und zur Musik tanzenden Breakdancern gezeigt.

## Veröffentlichung
I. O. U. wurde weltweit am 17. Juni 1983 veröffentlicht. 

## Rezeption

### Kritiken
Julian Jochmaring von der taz bewertet das Lied als „wunderbar naiv-euphorisch“ und als bestes Beispiel für die transatlantischen Kooperationen in der Popmusik der 1980er Jahre.

### Chartplatzierungen
Das Lied erreichte unter anderem in Neuseeland (Platz 4), in den Niederlanden (Platz 2) und in Schweden (Platz 12) Top-15-Platzierungen. Das Lied belegte Platz 2 der UK-Charts im Jahr 1983, bevor es Platz 1 der Billboard Dance Music/Club Play Singles in den Vereinigten Staaten erreichte., es war die einzige Spitzenplatzierung einer Single der Gruppe in irgendeiner Chartlistung in den USA. Das Lied war die 20. meistverkaufte Single von 1983 im Vereinigten Königreich. I. O. U. wurde auch im Breakdance-Film Beat Street von 1984 eingesetzt, ist aber nicht Teil des als Album erschienenen Soundtracks.
1987 erschien von Freeez ein Remix des Songs, der in Großbritannien Platz 23 erreichte.
| ChartsChartplatzierungen     | Höchstplatzierung | Wochen |
| ---------------------------- | ----------------- | ------ |
| Deutschland (GfK)            | 8 (17 Wo.)        | 17     |
| Schweiz (IFPI)               | 5 (5 Wo.)         | 5      |
| Vereinigtes Königreich (OCC) | 2 (15 Wo.)        | 15     |

| ChartsChartplatzierungen     | Höchstplatzierung | Wochen |
| ---------------------------- | ----------------- | ------ |
| Vereinigtes Königreich (OCC) | 23 (6 Wo.)        | 6      |

| ChartsJahrescharts (1983)    | Platzierung |
| ---------------------------- | ----------- |
| Deutschland (GfK)            | 54          |
| Vereinigtes Königreich (OCC) | 20          |

### Auszeichnungen für Musikverkäufe
| Land/Region                  | Auszeichnungen für Musikverkäufe (Land/Region, Auszeichnung, Verkäufe) | Verkäufe |
| ---------------------------- | ---------------------------------------------------------------------- | -------- |
| Vereinigtes Königreich (BPI) | Gold                                                                   | 500.000  |
| Insgesamt                    | 1× Gold ·                                                              | 500.000  |

## Tracklisten

### Veröffentlichungen von 1983
7" Vinyl-Single
- Vereinigtes Königreich: Beggars Banquet / BEG 96
- Deutschland, Niederlande: Virgin / 105 535
- Vereinigte Staaten: Streetwise / SWRL-1110
- Australien: Powderworks / POW 0146
  - A-seite:  I. O. U., 3:48
  - B-Seite: I Dub U,  4:38

- Japan: Victor / VIPX-1742
  - A-Seite: I. O. U.
  - B-Seite: Pop Goes My Love

12" Vinyl-Maxi-Single
- UK: Beggars Banquet / BEG 96(T)
- Deutschland, Frankreich: Virgin / 600 902
- Australien: Powderworks / POWT 0146
- Spanien: Beggars Banquet / F-600902
- Kanada: Vertigo / SOVX 2327
  - A-Seite: I. O. U. (Megamix), 8:43 Minuten
  - B-Seite: 1. I Dub U, 7:37 Minuten, 2. We Got the Jazz, 4:04 Minuten

- Vereinigtes Königreich: Beggars Banquet / BEG 96TA
  - A-Seite: I. O. U. (Megamix), 8:43 Minuten
  - B-Seite: 1. I. O. U. (A cappella Mix) 4:03 Minuten, 2. We Got the Jazz, 4:04 Minuten

- US: Streetwise / SWRL 2210 (manche mit einem zweiten Titel auf der B-Seite)
  - A-Seite,  I. O. U., 7:50 Minuten
  - B-Seite,  1. I. Dub. U., 7:49 Minuten

### Veröffentlichung 1986
12" Vinyl-Maxi-Single (Freeez featuring John Rocca)
- US: Criminal / CRIM 00007
  - A-Seite: 1. I. O. U. (Ultimate Club, Vocal Mix) 8:00 Minuten, 2. I. O. U. (Ultimate Drumapella), 4:10 Minuten
  - B-Seite: 1. I. O. U. (Ultimate Shakedown Gogo, Vocal Mix), 6:37 Minuten, 2. I. O. U. (Ultimate Club, Dub Mix), 6:50 Minuten

### Veröffentlichungen 1987
7" Vinyl-Single
- Vereinigtes Königreich: City Beat / CBE 709
  - A-Seite I. O. U. (Club Vocal Edit), 3:55 Minuten
  - B-Seite I. O. U. (Shakedown Vocal Edit), 3:55 Minuten

- Schweden: City Beat / BB 7105
  - A-Seite I. O. U. (Shakedown), 3:55 Minuten
  - B-Seite I. O. U. (Club), 4:00 Minuten

12" Vinyl-Maxi-Single (Freeez featuring John Rocca)
- Vereinigtes Königreich: City Beat / CBE 1209
- Frankreich: Virgin / 80291
- Deutschland: Virgin / 608 897
  - A-Seite 1. I. O. U. (Ultimate Club Dub Mix), 6:32 Minuten; 2. I. O. U. (Ultimate Club Vocal Mix), 6:02 Minuten
  - B-Seite 1. I. O. U. (Ultimate Shakedown Vocal Mix), 6:37 Minuten; 2. I. O. U. (Ultimate Shakedown Instrumental Mix), 5:18 Minuten

- Schweden: City Beat / BB 8105
  - A-Seite, 1. I. O. U. (Ultimate Shakedown Vocal Mix), 6:40 Minuten 2. I. O. U. (Ultimate Shakedown Instrumental Mix), 5:25 Minuten
  - B-seite I. O. U. (Ultimate Club Vocal Mix), 6:10 Minuten, 2. I. O. U. (Ultimate Club Dub Mix), 6:35 Minuten

## Coverversionen
Das Lied wurde mehrmals gesampelt, beispielsweise im Jahr 1990 von WestBam im Lied The Roof Is on Fire und im Jahr 1991 von Arthur Baker. Cutfather und Joe verwenden ein Sample für ihren Remix von Brandys Single Full Moon aus dem Jahr 2002 wie auch Cheryl Cole für das Lied Let’s Get Down vom Album Messy Little Raindrops von 2010. Eine Coverversion der Phonkillaz aus Köln von 2002 wurde die Titelmelodie von Die 80er Show auf RTL Television.